# Santa Anna d'Argelaguer
Santa Anna d'Argelaguer és un monument del municipi d'Argelaguer protegit com a bé cultural d'interès local.

## Descripció
Capella situada a la sortida est del nucli urbà d'Argelaguer, fou restaurada l'any 1975 pels veïns del poble. És d'una nau, amb volta de canó. L'absis se situa al llevant, és semicircular i no té cap obertura o finestra. A migjorn hi ha una finestra i, e l'extrem oest, una masoveria annexionada als murs del temple. La porta d'entrada, a ponent, està adovellada i a la fusta es pot llegir "ME FESIS AÑ 1848".

## Història
L'altar major i el mobiliari complementari són fets amb elements procedents d'una premsa d'oli. Tot i la seva planta i carreus romànics, la capella de Santa Anna ha passat desapercebuda al llarg de la història com ho demostra la manca de notícies documentals sobre el seu passat.